# Peralta Rocks
Die Peralta Rocks (spanisch Rocas Peralta) sind eine Gruppe aus acht kleinen Klippenfelsen vor der Küste der Trinity-Halbinsel an der Spitze der Antarktischen Halbinsel.  Sie verteilen sich 11 km nördlich des Kap Ducorps über eine Fläche von 18 km² (6 mal 3 km).
Teilnehmer der 4. Chilenischen Antarktisexpedition (1949–1950) benannten sie nach Leutnant Roberto Arturo Peralta Bell (1924–2006), stellvertretender Kommandant an Bord des Tankers Lientur bei dieser Forschungsreise. Das Advisory Committee on Antarctic Names übertrug diese Benennung 1964 ins Englische.